# Carrera diplomàtica
La carrera diplomàtica és el conjunt de funcionaris que a cada país té encomanat l'exercici de la funció diplomàtica en l'exterior, així com l'administració dels assumptes internacionals que són encarrilats i tramitats a través del mateix ministeri d'Afers Exteriors.

## Denominació
Es denomina també impròpiament l'esmentat conjunt de funcionaris com a cos diplomàtic. Amb independència que la carrera diplomàtica constitueix als països que la posseeixen com a tal un cos de funcionaris, l'aplicació a aquest de tal qualificatiu és incorrecta doncs a la pràctica internacional el terme cos diplomàtic està reservat exclusivament al conjunt d'agents diplomàtics estrangers acreditats amb tal caràcter en un país determinat.
Els termes carrera i cos diplomàtic poden així coincidir o no en la seva aplicació a una persona. Una persona que pertanyi a la carrera diplomàtica d'un país, pot no formar part d'un cos diplomàtic determinat si es troba destinat al seu propi país, i per tant, no està acreditat com a agent diplomàtic. D'altra banda una persona que s'integri al cos diplomàtic d'un estat per ser-hi acreditada com a agent diplomàtic pot no pertànyer a cap carrera diplomàtica si efectivament no forma part del conjunt de funcionaris de tal caràcter al seu país d'origen.
La denominació de «carrera» (igual com la militar, la judicial o l'eclesiàstica) al·ludeix a la seva estructura jeràrquica en diferents categories o graus als quals el funcionari va a accedint per un determinat sistema d'ascensos.
Tanmateix no tots els països tenen organitzat i estructurat el seu propi conjunt de funcionaris, seleccionant les persones que envien per desenvolupar funcions diplomàtiques, unes vegades en altres Cossos de funcionaris, i altres entre professionals o polítics. En tals ocasions no es pot parlar de l'existència d'una carrera diplomàtica com a tal.

## Conseller d'ambaixada
És una de les categories que integren l'escalafó de la carrera diplomàtica. A Espanya es tracta d'una categoria superior al Secretari d'Ambaixada de primera classe, i inferior al Ministre plenipotenciari de tercera classe. Dins d'una ambaixada, s'anomena conseller polític al tercer diplomàtic en ordre jeràrquic, després de l'ambaixador, i el ministre-conseller. La seva indumentària està regulada legalment: coll i bocamànegues amb brodat de palmes i fulles de roure en vuits, i els cantells de la casaca o torera s'acaben amb canonet i pilota.